# Спарток I
Спарток I (на старогръцки: Σπάρτοκος A', Spartokos I) е цар на Боспорското царство на полуостров Крим през 438 – 433 пр.н.е. и основател на царската династия Спартокиди, която според Диодор управлява повече от триста години. Докато Спарток традиционно е считан за тракиец поради фамилното име, по-нови историци смятат, че той вероятно е от скитски произход, както е типично за региона.

## Биография
Той поема управлението след архонт Сагавър (ок. 440 – 438 пр.н.е.) от династията на Археанактидите.
Той е баща на Селевк I (433 – 393 пр.н.е.) и Сатир I (433 – 389 пр.н.е.), които го последват на трона. Спарток I e дядо на царете Левкон I († 349 пр.н.е.) и Горгип (389 пр.н.е.-?), синовете на Сатир I.